# Спитак Хач
Спитак Хач (на арменски: Սպիտակ խաչ) е арменски манастир в Хадрут, Азербайджан. Манастирът е построен през XIV век, разрушаван и отново възстановен през 1735. На територията на манастира се намира гробницата на Велиджан, собственикът на древната крепост, популярно наричана „Тца-хачигала“.